# Matrona (nome)
Matrona  è un nome proprio di persona italiano femminile.

## Varianti in altre lingue
- Catalano: Madrona[3], Matrona[4]
- Latino: Matrona[3][5]
- Russo: Матрона (Matrona)[5], Матрёна (Matrëna)[5]
  - Ipocoristici: Мотя (Motja)[5]
- Spagnolo: Madrona[3], Matrona[4]

## Origine e diffusione
Continua il soprannome o epiteto latino Matrona, tratto direttamente dal sostantivo matrona, che nell'antica Roma indicava una donna sposata, libera e in genere di rango elevato. Il significato del nome è pertanto reso a volte con "signora", "madre di famiglia", lo stesso di altri nomi quali Marta, Donna, Creusa, Lia, Despina, Freya e Sara. Da Matrona deriva, in forma patronimica, il nome Matroniano.
In Italia è raro (negli anni 1970 se ne contavano appena trecento occorrenze), ed è attestato principalmente nel casertano, per via del culto locale di santa Matrona di Capua.

## Onomastico
L'onomastico si può festeggiare in memoria di diverse sante, alle date seguenti:
- 12 febbraio, sante Matrona e Matrona, due donne con lo stesso nome, martirizzate assieme ad altri 44 compagni a Cartagine[6]
- 15 marzo, santa Matrona, religiosa a Capua nel V secolo[6]
- 20 marzo, santa Matrona, martire con altre compagne ad Amiso sotto Diocleziano[3][6]
- 25 marzo, santa Matrona, schiava cristiana, martire a Tessalonica[6][7][8]
- 25 marzo, santa Matrona di Barcellona, giovane ragazza martire a Roma[6]
- 2 maggio, santa Matrona la Cieca, ricordata dalla Chiesa ortodossa[9]
- 18 maggio, santa Matrona, religiosa o vergine, martire con altri compagni ad Ancira sotto Diocleziano[6][7][8]
- 3 giugno, santa Matrona, martire a Roma[6]

Va notato tuttavia che, tra le sante cattoliche, solo quelle di Tessalonica (25 marzo) e di Ancira (18 maggio) sono ancora citate dal martirologio romano, che delle altre non fa più menzione.

## Persone
- Matrona la Cieca, religiosa russa
- Matrona di Capua, nobile romana